# Liga Nacional de Ascenso Apertura 2013
La Liga Nacional de Ascenso Apertura 2013 inicia la temporada 2013-14 del fútbol de segunda división de Panamá. 
El equipo campeón fue el Atlético Chiriquí y asegura medio cupo para el ascenso a la LPF.

## Equipos
| \| Equipo \| Ciudad \| \| --------------------------- \| ------------------ \| \| AD Orión \| San Miguelito \| \| SD Panamá Oeste \| Arraiján \| \| Atlético Chiriqui \| Chiriqui \| \| CD Centenario \| Penonomé \| \| Colón C3 \| Ciudad de Colón \| \| Club Deportivo Vista Alegre \| Arraiján \| \| Millenium UP \| Panamá \| \| Tierra Firme F.C. \| San Miguelito \| \| SD Atlético Nacional \| Panamá \| \| SUNTRACS \| San Miguelito \| \| Atlético Veragüense \| Veraguas \| \| Santa Gema FC \| Arraijan \| \| Chiriquí Occidente \| Chiriquí Occidente \| \| Santos FC \| La Chorrera \| - En cursiva el ganador Copa Rommel Fernandez 2012-13. |                    |
| Equipo | Ciudad             |
| AD Orión | San Miguelito      |
| SD Panamá Oeste | Arraiján           |
| Atlético Chiriqui | Chiriqui           |
| CD Centenario | Penonomé           |
| Colón C3 | Ciudad de Colón    |
| Club Deportivo Vista Alegre | Arraiján           |
| Millenium UP | Panamá             |
| Tierra Firme F.C. | San Miguelito      |
| SD Atlético Nacional | Panamá             |
| SUNTRACS | San Miguelito      |
| Atlético Veragüense | Veraguas           |
| Santa Gema FC | Arraijan           |
| Chiriquí Occidente | Chiriquí Occidente |
| Santos FC | La Chorrera        |

## Fase de grupos
Fecha de actualización: 16 de noviembre
- Grupo A[2]

|  |    | Clubes               | Pts | PJ | G | E | P  | GF | GC | Dif |  |
|  | -- | -------------------- | --- | -- | - | - | -- | -- | -- | --- |  |
|  | 1º | Suntracs             | 29  | 12 | 9 | 2 | 1  | 36 | 12 | +24 |  |
|  | 2º | Millenium UP         | 26  | 12 | 8 | 2 | 2  | 24 | 10 | +14 |  |
|  | 3º | SD Atlético Nacional | 20  | 12 | 6 | 2 | 4  | 18 | 13 | +5  |  |
|  | 4º | Tierra Firme F.C.    | 17  | 12 | 5 | 2 | 5  | 17 | 19 | -2  |  |
|  | 5º | Colón C-3            | 13  | 12 | 4 | 1 | 7  | 18 | 29 | -11 |  |
|  | 6º | CD Centenario        | 10  | 12 | 3 | 1 | 8  | 15 | 24 | -9  |  |
|  | 7º | AD Orión             | 6   | 12 | 2 | 0 | 10 | 11 | 32 | -21 |  |

- Grupo B

|  |    | Clubes                | Pts | PJ | G  | E | P | GF | GC | Dif |  |
|  | -- | --------------------- | --- | -- | -- | - | - | -- | -- | --- |  |
|  | 1º | SD Panamá Oeste       | 31  | 12 | 10 | 1 | 1 | 24 | 10 | +14 |  |
|  | 2º | Atlético Veragüense   | 22  | 12 | 7  | 1 | 4 | 23 | 15 | +8  |  |
|  | 3º | Atlético Chiriquí     | 19  | 12 | 5  | 4 | 3 | 21 | 11 | +10 |  |
|  | 4º | Chiriquí Occidente FC | 18  | 12 | 5  | 3 | 4 | 19 | 11 | +8  |  |
|  | 5º | Santa Gema FC         | 15  | 12 | 4  | 3 | 5 | 12 | 15 | -3  |  |
|  | 6º | Santos FC             | 6   | 12 | 1  | 3 | 8 | 10 | 25 | -15 |  |
|  | 7º | Dep. Vista Alegre     | 6   | 12 | 1  | 3 | 8 | 9  | 31 | -22 |  |

## Fase Final
|  | Cuartos de final              | Cuartos de final              | Cuartos de final              |       |                   | Semifinales                   | Semifinales                   | Semifinales                   |  |  | Final                          | Final                          | Final                          |
|  | (IDA) Oct.30 - (VUELTA) Nov.2 | (IDA) Oct.30 - (VUELTA) Nov.2 | (IDA) Oct.30 - (VUELTA) Nov.2 |       |                   | (IDA) Nov.9 - (VUELTA) Nov.16 | (IDA) Nov.9 - (VUELTA) Nov.16 | (IDA) Nov.9 - (VUELTA) Nov.16 |  |  | (IDA) Nov.23 - (VUELTA) Nov.30 | (IDA) Nov.23 - (VUELTA) Nov.30 | (IDA) Nov.23 - (VUELTA) Nov.30 |
|  |                               |                               |                               |       |                   |                               |                               |                               |  |  |                                |                                |                                |
|  | Atlético Chiriquí             | 1                             | 0                             |       |                   |                               |                               |                               |  |  |                                |                                |                                |
|  | Millenium UP                  | 0                             | 1                             |       |                   |                               |                               |                               |  |  |                                |                                |                                |
|  | Millenium UP                  | 0                             | 1                             |       | Atlético Chiriquí | 1                             | 0                             |                               |  |  |                                |                                |                                |
|  |                               |                               |                               |       | Atlético Chiriquí | 1                             | 0                             |                               |  |  |                                |                                |                                |
|  |                               | Tierra Firme                  | 0                             | 0     |                   |                               |                               |                               |  |  |                                |                                |                                |
|  | Tierra Firme                  | Tierra Firme                  | 0                             | 0     | 1                 | 1                             |                               |                               |  |  |                                |                                |                                |
|  | Tierra Firme                  |                               |                               |       | 1                 | 1                             |                               |                               |  |  |                                |                                |                                |
|  | SD Panamá Oeste               | 0                             | 0                             |       |                   |                               |                               |                               |  |  |                                |                                |                                |
|  |                               |                               |                               |       |                   |                               |                               |                               |  |  | Atlético Chiriquí              | 1                              | 3                              |
|  |                               |                               | SD Atlético Nacional          | 0     | 2                 |                               |                               |                               |  |  |                                |                                |                                |
|  | Suntracs                      | 2                             | 8                             |       |                   |                               |                               |                               |  |  |                                |                                |                                |
|  | Chiriquí Occidente            | 1                             | 0                             |       |                   |                               |                               |                               |  |  |                                |                                |                                |
|  | Chiriquí Occidente            | 1                             | 0                             |       | Suntracs          | 1                             | 0 (3)                         |                               |  |  |                                |                                |                                |
|  |                               |                               |                               |       | Suntracs          | 1                             | 0 (3)                         |                               |  |  |                                |                                |                                |
|  |                               | SD Atlético Nacional          | 0                             | 1 (4) |                   |                               |                               |                               |  |  |                                |                                |                                |
|  | SD Atlético Nacional          | SD Atlético Nacional          | 0                             | 1 (4) | 3                 | 0                             |                               |                               |  |  |                                |                                |                                |
|  | SD Atlético Nacional          |                               |                               |       | 3                 | 0                             |                               |                               |  |  |                                |                                |                                |
|  | Atlético Veragüense           | 1                             | 1                             |       |                   |                               |                               |                               |  |  |                                |                                |                                |

## Campeón
|                             |
| Panamá                      |
| Atlético Chiriquí 2º título |